# IIHF Centennial All-Star-Team

Logo der Internationalen Eishockey-Föderation

Das IIHF Centennial All-Star Team ist eine im Mai 2008 von der Internationalen Eishockey-Föderation IIHF getroffene Auswahl der sechs besten Eishockeyspieler des 20. Jahrhunderts anlässlich des 100-jährigen Bestehens der IIHF.

## Abstimmungsverfahren
Ein Komitee bestehend aus 56 Eishockeyexperten aus 16 Ländern, darunter gemeinsam als eine Expertenstimme die Redaktion der Fachzeitschrift The Hockey News, stimmte bis April 2008 ab, welche Spieler in das All-Star Team aufgenommen werden sollten. Die meisten Stimmen erhielt der Verteidiger Wjatscheslaw Fetissow, den alle bis auf zwei Experten, nannten.

## IIHF Centennial All-Star Team
- Torwart: Wladislaw Tretjak ( UdSSR) – 30 Stimmen.
- Erster Verteidiger: Wjatscheslaw Fetissow ( UdSSR) – 54 Stimmen
- Zweiter Verteidiger: Börje Salming ( Schweden) – 17 Stimmen
- Erster Flügelspieler: Waleri Charlamow ( UdSSR) – 21 Stimmen
- Zweiter Flügelspieler: Sergei Makarow ( UdSSR) – 18 Stimmen
- Center: Wayne Gretzky ( Kanada) – 38 Stimmen